# Ludlow (Village)
Ludlow ist ein Village in der Town Ludlow im Windsor County des Bundesstaates Vermont in den Vereinigten Staaten mit 773 Einwohnern (laut Volkszählung von 2020). Ludlow liegt zentral in der Town Ludlow und wird vom Black River in östlicher Richtung durchflossen.

## Geschichte
Die Town Ludlow, in der das Village Ludlow zentral am Ufer des Black Rivers liegt, wurde durch Benning Wentworth im Rahmen seiner New Hampshire Grants am 16. September 1761 zum Verkauf ausgerufen. Die Besiedlung startete entlang des Flussufers ab dem Jahr 1784.

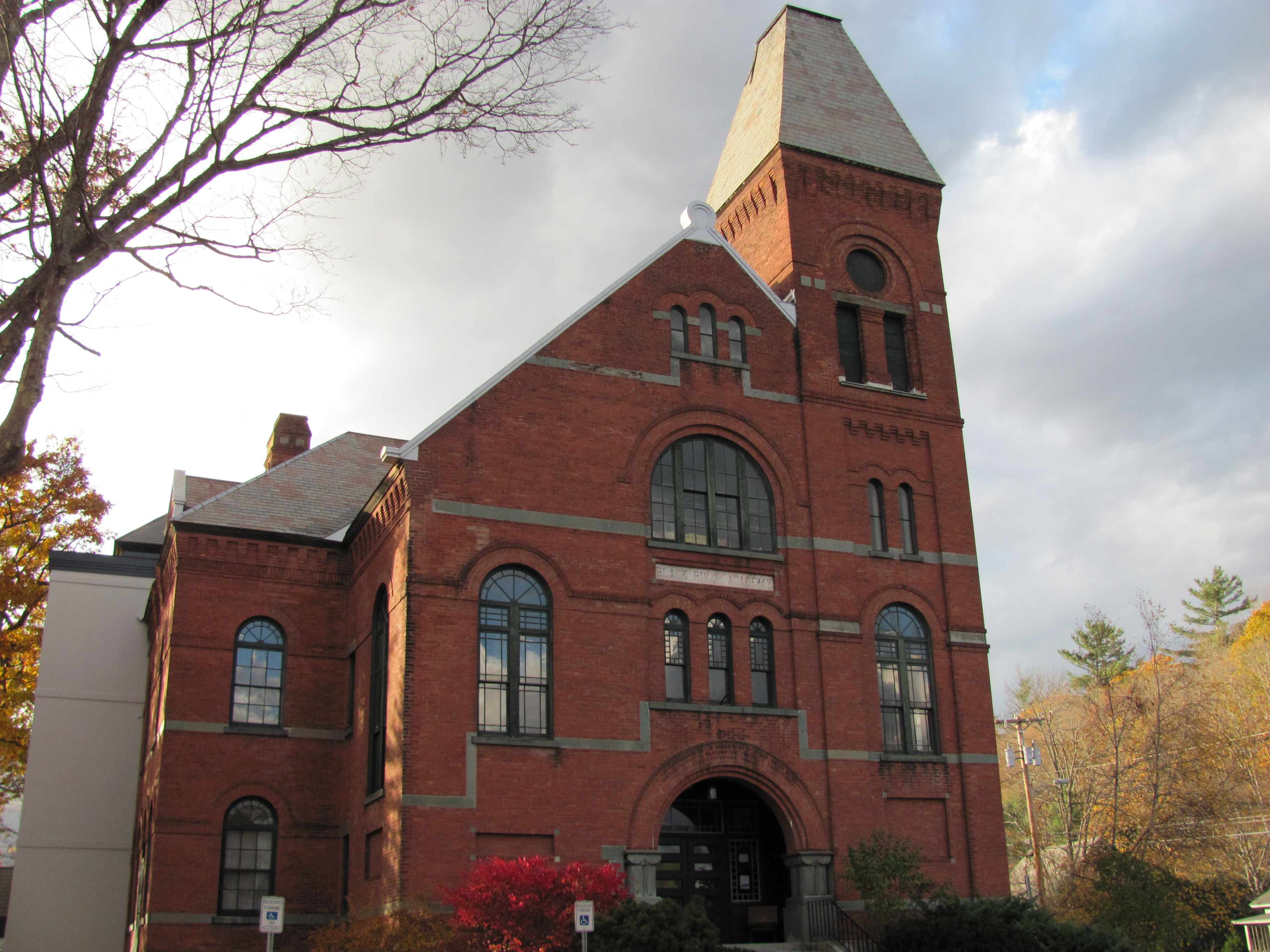
Black River Academy

Im Jahr 1835 wurde die Black River Academy gegründet; eine Grammar School, die eine Reihe später bekannter Persönlichkeiten hervorbrachte. Das Gebäude dient heute als Museum.
Das Village Ludlow wurde im Jahr 1867 mit eigenständigen Rechten versehen.
Der Ludlow Village Historic District ist seit 2007 im National Register Historic Districts gelistet. Bereits zuvor wurde im Jahr 1972 die Black River Academy, 1979 die Ludlow Graded School und im Jahr 2004 die Congregational Church of Ludlow gelistet.

### Einwohnerentwicklung
| Jahr      | 1800 | 1810 | 1820 | 1830 | 1840 | 1850 | 1860 | 1870 | 1880 | 1890 |
| --------- | ---- | ---- | ---- | ---- | ---- | ---- | ---- | ---- | ---- | ---- |
| Einwohner |      |      |      |      |      |      |      |      | 1179 | 1081 |
| Jahr      | 1900 | 1910 | 1920 | 1930 | 1940 | 1950 | 1960 | 1970 | 1980 | 1990 |
| Einwohner | 1454 | 1621 | 1732 | 1642 | 1780 | 1678 | 1658 | 1508 | 1352 | 1123 |
| Jahr      | 2000 | 2010 | 2020 | 2030 | 2040 | 2050 | 2060 | 2070 | 2080 | 2090 |
| Einwohner | 958  | 811  | 773  |      |      |      |      |      |      |      |

Volkszählungsergebnis Ludlow, Vermont

## Wirtschaft und Infrastruktur

### Verkehr
Die Vermont State Route 103 verläuft zunächst in südlicher Richtung bis zum Zentrum des Villages, dann östlich parallel des Black Rivers. Aus Süden kommend, mündet die Vermont State Route 100 in die Route 103.

## Persönlichkeiten

### Söhne und Töchter der Stadt
- John G. Sargent (1860–1939), Politiker und United States Attorney General

### Persönlichkeiten, die vor Ort gewirkt haben
- John Calvin Coolidge (1845–1926), Farmer und Politiker, lernte an der Black River Academy

- William W. Stickney (1853–1932), Gouverneur von Vermont; lernte an der Black River Academy und war Schulrat in Ludlow
- Calvin Coolidge (1872–1933), 30. US-Präsident, lernte an der Black River Academy